# Ragù
Il ragù è un condimento a base di carne a pezzi o macinata, cotta a fuoco basso, con odori variabili e solitamente con l'aggiunta di pomodoro. I ragù più diffusi in Italia sono il ragù bolognese e il ragù napoletano.

## Etimologia
Il termine deriva dal  francese ragoût, sostantivo derivato da ragoûter, cioè "risvegliare l'appetito", e originariamente indicava dei piatti di carne stufata con abbondante condimento, usato per accompagnare altre pietanze: in Italia, divenne l'accompagnamento tradizionale per la pasta nei giorni di festa.
Durante il periodo fascista, il regime tentò di "italianizzare" il termine, trasformandolo in ragutto senza successo. Nel secondo dopoguerra prese piede la grafia "ragù" riportando, secondo la fonetica italiana, la pronuncia francese.

## Preparazione
Gli ingredienti variano a seconda delle regioni, ma è comunque sistematicamente presente la carne, quasi sempre il pomodoro, il vino bianco o rosso, e alcuni o tutti gli odori del soffritto base: sedano, carote e cipolla. Nella seconda metà del Novecento si sono diffusi anche ragù cinesi. Caratteristica comune è la lenta cottura a fuoco medio-basso e la consistenza densa.

## Utilizzo
Nella maggior parte dei casi i ragù sono usati per condire pasta, polenta o come ripieno di sformati o arancini.

## Nella cultura di massa
- La ricetta del ragù napoletano scandisce le discussioni tra i personaggi di Peppino Priore e sua moglie Rosa in Sabato, domenica e lunedì, commedia di Eduardo De Filippo.